# Сахра (Иордания)
Сахра или Сехра (араб. صخره‎) — город на северо-западе Иордании, расположенный на территории мухафазы Аджлун. Входит в состав района Аджлун. До 1994 г. административно-территориальная принадлежность города Сахра (Сехра) была в составе города Ирбид

## Географическое положение
Город находится в северо-восточной части мухафазы, в гористой местности, к востоку от реки Иордан, на расстоянии приблизительно 33 километров (по прямой) к северу от столицы страны Аммана. Абсолютная высота — 1023 метра над уровнем моря.

## Население
По данным официальной переписи 2015 года численность население составляла 16 667 человек (8441 мужчина и 8226 женщин). В городе насчитывалось 3342 домохозяйства.
Динамика численности населения Сахры по годам:
| 1994 | 2004   | 2015   |
| ---- | ------ | ------ |
| 8308 | 10 293 | 16 667 |

## Транспорт
Ближайший гражданский аэропорт расположен в городе Амман.